# 林偉才
丹斯里林伟才（英語：Lim Wee Chai，1958年1月7日—），马来西亚企业家、马来西亚橡胶手套制造公司顶级手套执行董事长兼创始人。林伟才在2021年被《福布斯》列为马来西亚第8大富豪。

## 早年生平
林伟才于1958年1月7日出生于森美兰的一个华人新村，祖父母在1902年迁居马来西亚，家中拥有一个小型橡胶种植园，经营橡胶贸易业务。
1982年，林伟才毕业于马来亚大学，获得物理学荣誉理学学士学位。1985年，获得美国德克萨斯州苏尔罗斯州立大学的工商管理硕士学位。2015年，获得雪兰莪大学管理学博士学位。2016年，授予美国俄克拉荷马州大学工商管理荣誉博士学位。2018年，林伟才授予莎阿南管理与科学大学创业荣誉博士学位。2020年，林伟才被赛城大学授予商业管理荣誉哲学博士学位，并被任命为该校的荣誉教授。

## 事业生涯

林伟才于1991年仅以一条手套生产线成立了顶级手套。

1982年，林伟才自馬來亞大學畢業後，在空调生产厂家OYL工业集团的一家子公司工作了2年时间，担任销售经理。林伟才之後與妻子董秀美結婚，两人決定共同前往美国大学進修，在1987年全球金融危机爆发之前回国。在金融动荡期間里，林伟才重新担任空调销售员，在空调公司和手套厂工作了几年。
1991年，林伟才与妻子董秀美凑齐了全部积蓄，用18万令吉买下了一家陷入困境的手套工厂的多数股权，创立顶级手套私人有限公司。2011年顶级手套公司市值达30亿1000万令吉，并占据了全球26％的市场份额。公司於马来西亚，泰国，越南和中国拥有着50家工厂。在过去的20年里，集团达28%营业额复合年度增长率，而税后盈利复合年度增长率为38％。2001年顶级手套公司于吉隆坡证券交易所第二交易板上市，之后才于2002年转至主要板。并在2016年于新加坡交易所SGX主要板进行第二上市。林伟才也被称为大马「手套大王」。
2019年12月，林伟才入股丹斯里陈志诚控制的丽阳控股（TROP），他持有这家产业发展公司的10.24%股权。2020年3月，林伟才购入林木生集团（LBS Bina Group Bhd）1亿313万股或6.81%股权，成为该产业的最大股东。同年5月，林伟才总共持有顶级手套35.95%股权，相等於9亿2149万1768股。他也是丽阳控股（TROP）和林木生控股（LBS）的第二大股东。
2022年1月11日，林伟才宣布辞去丽阳控股主席一职。同年3月，林伟才脱售持有的林木生集团5156万2500股股份，退出该集团的大股东席位。

## 個人生活
林伟才与妻子董秀美于拉曼大学学院时期相识，双方当时都决定进一步在海外继续接受教育，通过在美国德克萨斯州的苏尔罗斯州立大学攻读工商管理硕士（MBA）课程。两人于1983年结婚，育有一男一女。
2009年，林伟才与妻子董秀美合捐了100万令吉创立「顶级手套基金会」（Top Glove Foundation），以资助慈善、教育以及环境和社区的相关活动。
他也是慈济基金会的志愿者，参与的缘故是妻子是该基金会的成员，他多年来参与了慈济基金会举办的「马印实业家交流营」慈善活动。2017年，林伟才在妻子的带动下，前往台湾参与「慈济海外培训委员慈诚精神研习会」，接受正严法师的祝福和领取志愿证。
2014年非洲塞拉利昂爆发伊波拉病毒，林伟才透过马来西亚政府与慈济，总共捐出2100万只医疗手套。2017年缅甸发生H1N1疫情，林伟才也持续捐出医疗手套等物资。
2018年，林伟才与成功集团创办人丹斯里陈志远一起远赴土耳其，参与救济安置在当地的敘利亚难民。
2024年，林伟才宣布向在2024年巴黎奥运会夺得第一面金牌的马来西亚运动员送予一栋价值100万令吉的豪华公寓作为奖品。有关公寓是林伟才的个人资产，座落在雪州实达阿南。

## 荣誉
- 1997年至1999年，林伟才当选马来西亚橡胶手套制造商协会（MARGMA）总会长 [25]。

- 1998年至1999年，担任马来西亚医疗工业协会（AMMI）主任[26]以及马来西亚橡胶局(MRB)董事。[27]

- 2004年，获得年度马来西亚国家企业家[25]。

- 2007年，马来西亚的最高元首表扬林伟才对国家经济发展的贡献，并授予他Darjah Kebesaran Panglima Setia Mahkota（PSM）「丹斯里」头衔 [28]。

- 2008年，获得亚太企业家奖的年度企业家[25]。

- 2010年至2011年，被委任為马来西亚制造商协会会员[25]。

- 2011年至2015年，林伟才担任东亚商业委员会（EABC）委员[26]以及马来西亚医药工业协会(AMMI)的董事。[29]

- 2013年，他被选为来西亚制造商联合会(FMM)的全国副主席 [30]。

- 2015年至2018年，林伟才担任马来亚大学的董事和董事会成员 [30]。

- 2015年至2021年，他担任雇员公积金的董事和董事会成员[31] [30]。

- 2016年，在南洋富豪榜的排名中林伟才从2014年的第34名上升到第15名，共有32亿600万令吉[32]。

- 2016年至2017年，他是马来西亚制造商联合会(FMM)的总会长[31]。

- 2019年，林伟才出席2019年百大最具影响力年轻企业家颁奖礼，并获颁终身成就奖[33]。

- 2019年，在第八届东盟杰出企业奖（AOBA 2019）颁奖礼林伟才荣获终身成就奖。[34]。

- 2019年，在马来西亚福建社团联合会，福联会举办的第1届金砖奖颁奖典礼上，林伟才获颁“福建企业楷模终身成就奖”[35]。

- 2019年至2020年，林伟才在坤成中学董事会执委阵容担任副董事长。[36]。

- 2020年，在东盟国家商业展望奖上林伟才获雪兰莪州务大臣拿督斯里阿米鲁丁颁发终身成就奖[37]。
- 2022年， 在马来西亚福建社团联合会晚宴，获得马来西亚最高元首颁发荣誉企业楷模奖。[38]
- 2023年， 获任马来西亚林氏宗亲会永久荣誉总会长。[39]